# Pomatophora cudonis
Pomatophora cudonis är en fjärilsart som beskrevs av Diakonoff 1973. Pomatophora cudonis ingår i släktet Pomatophora och familjen vecklare. Inga underarter finns listade i Catalogue of Life.